# Vestre Jakobselv
Vestre Jakobselv (nordsamisch Ánnejohka, kvenisch Annijoki ) ist eine Ortschaft in der norwegischen Kommune Vadsø in der Provinz (Fylke) Finnmark. Der Ort hat 480 Einwohner (Stand: 1. Januar 2024).

## Geografie
Vestre Jakobselv ist ein sogenannter Tettsted, also eine Ansiedlung, die für statistische Zwecke als eine städtische Siedlung gewertet wird. Der Ort befindet sich auf der Varangerhalbinsel am Nordufer des Varangerfjords, eines im Nordosten des Landes gelegenen Fjords. Die Stadt Vadsø liegt rund 17 Kilometer weiter östlich.
In Vestre Jakobselv mündet die Jakobselva in den Varangerfjord. Der rund 55 Kilometer lange Fluss fließt aus dem Nordwesten auf die Ortschaft zu.

## Geschichte
Vestre Jakobselv wurde ursprünglich von finnischen Einwanderern besiedelt. Im Jahr 1940 wurde die Vestre Jakobselv kirke fertiggestellt. Die Holzkirche hat rund 100 Sitzplätze.

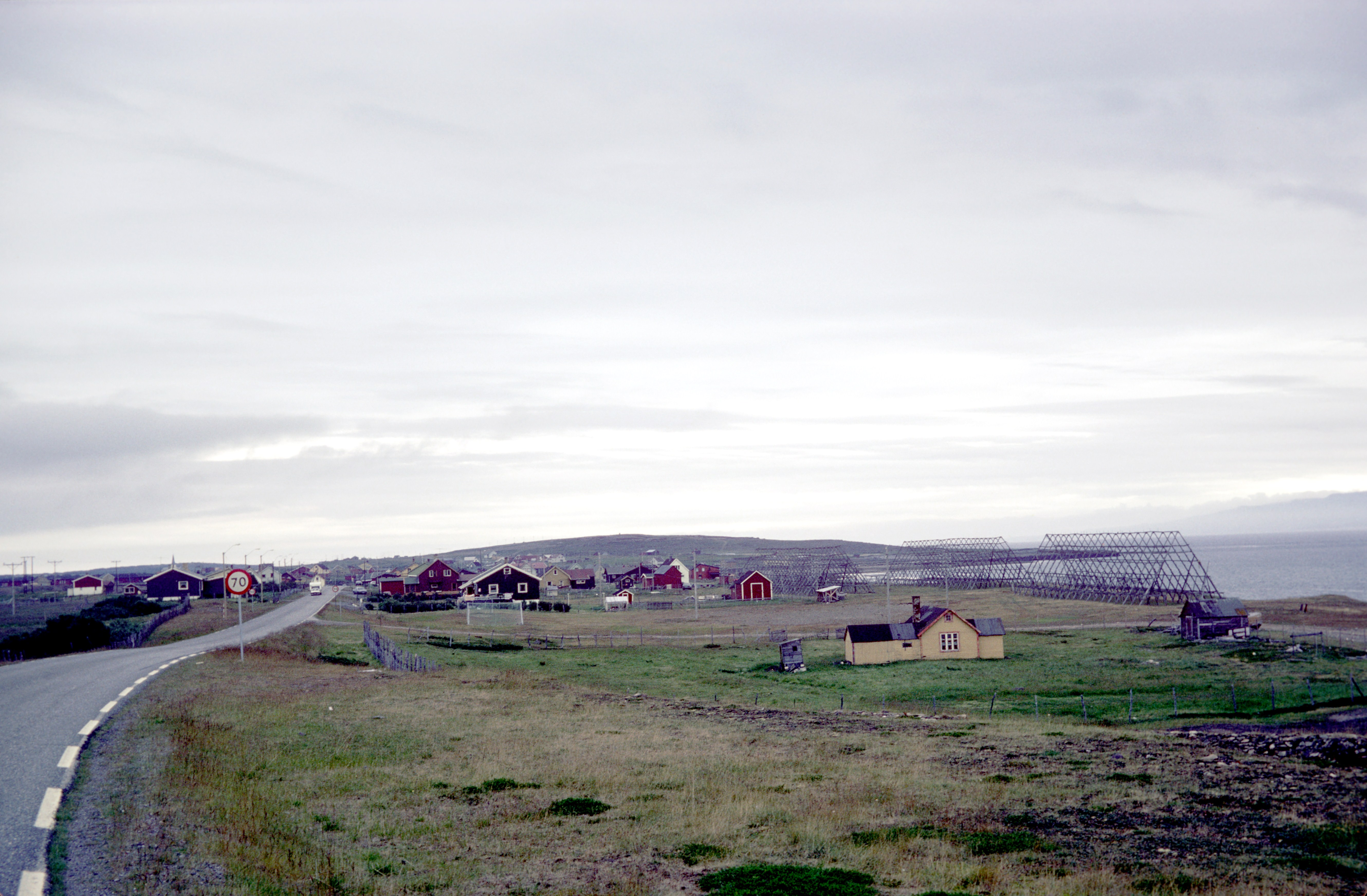
Vestre Jakobselv im Jahr 1983
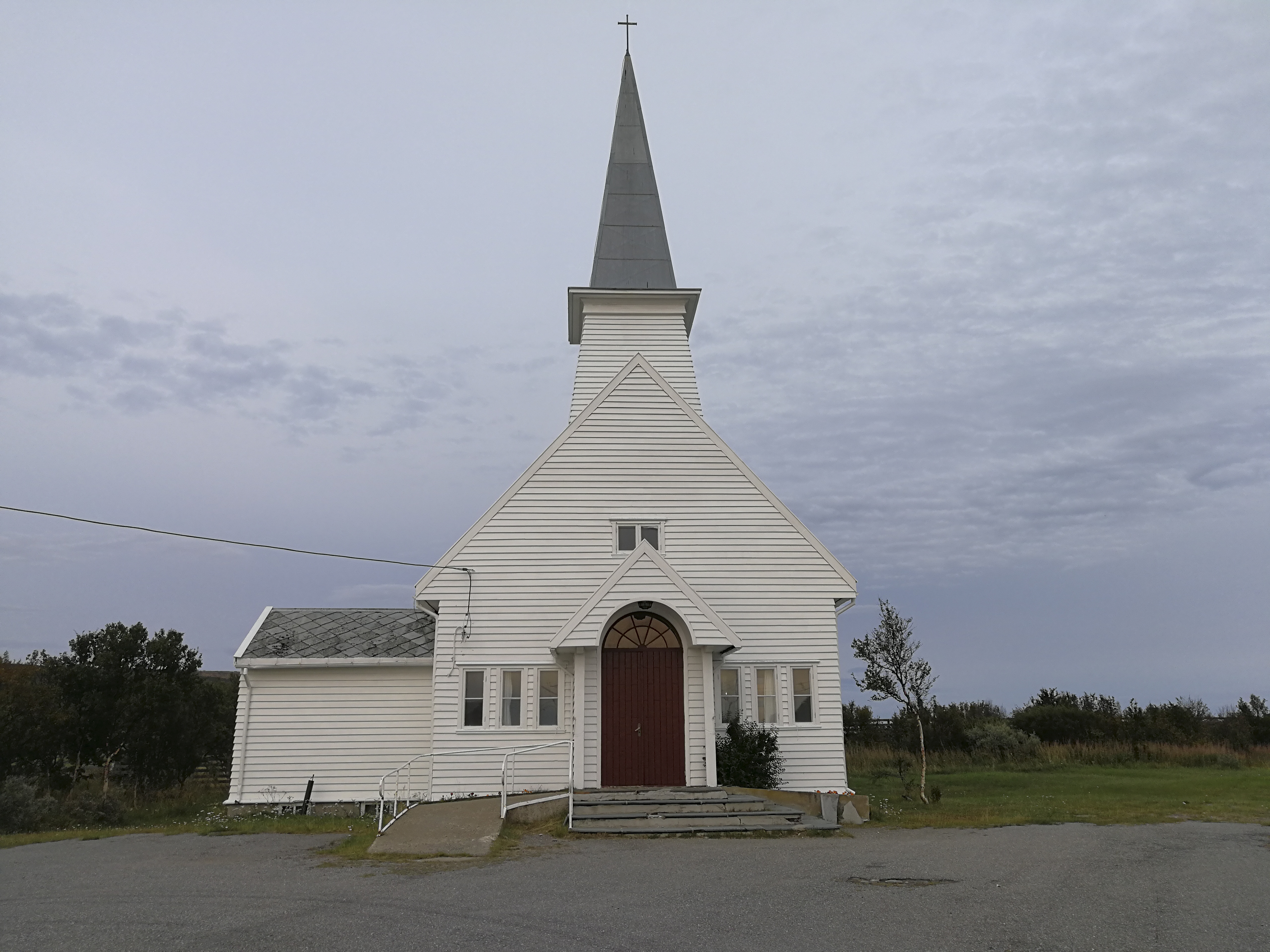
Kirche von Vestre Jakobselv

## Wirtschaft und Infrastruktur
Durch Vestre Jakobselv führt die Europastraße 75 (E75). Die E75 führt entlang der Küste und stellt in Richtung Osten unter anderem die Verbindung zur Stadt Vadsø und dem dort gelegenen Flughafen Vadsø her. In Richtung Westen verläuft die E75 zur Europastraße 6 (E6).
Für die lokale Wirtschaft ist vor allem die Fischerei von größerer Bedeutung. Die Jakobselva ist ein bei Lachsfischern beliebter Fluss. Wie viele Flüsse in der Finnmark kam es auch in der Jakobselva in den 2010er-Jahren zu einer Invasion durch Buckellachse. In Vestre Jakobselv wird deshalb versucht, die invasive Art mit Fischsperren und der Entnahme von Fischen aufzuhalten.

## Name
Vestre Jakobselv hat insgesamt drei offizielle Namen. Neben dem norwegischen Namen Vestre Jakobselv, der sich vom Flussnamen ableitet, sind dies der nordsamische Name Ánnejohka und der kvenische Name Annijoki. Auch diese beiden Namen leiten sich vom Flussnamen ab.